# Charlotte Sophie af Anhalt-Bernburg
Charlotte Sophie af Anhalt-Bernburg (21. maj 1696–22. juli 1762) var en tysk prinsesse af Anhalt-Bernburg, der var prinsesse af Schwarzburg-Sondershausen som ægtefælle til prins August 1. af Schwarzburg-Sondershausen. Hun tilhørte Huset Askanien og var datter af fyrst Karl Frederik af Anhalt-Bernburg.
Prinsesse Charlotte Sophie var mor til Fyrst Christian Günther 1. af Schwarzburg-Sondershausen.

## Biografi
Prinsesse Charlotte Sophie blev født den 21. maj 1696 i Bernburg i Anhalt som det tredje barn af daværende arveprins Karl Frederik af Anhalt-Bernburg i hans første ægteskab med grevinde Sophie Albertine af Solms-Sonnenwalde. Hendes far var ældste barn af fyrst Viktor 1. Amadeus af Anhalt-Bernburg og var arving til det lille fyrstendømme Anhalt-Bernburg i det centrale Tyskland.
Prinsesse Charlotte Sophie giftede sig den 19. juli 1721 i Bernburg med prins August af Schwarzburg-Sondershausen (1691–1750), yngre søn af Fyrst Christian Vilhelm 1. af Schwarzburg-Sondershausen. Dermed blev båndene mellem fyrstehusene Askanien og Schwarzburg yderligere styrket, da Charlotte Sophies storesøster, Prinsesse Elisabeth Albertine af Anhalt-Bernburg, i 1712 havde giftet sig med Augusts storebror, Günther 1. af Schwarzburg-Sondershausen.
Prins August døde som 59-årig i 1750. Prinsesse Charlotte Sophie overlevede sin mand med 11 år og døde som 66-årig den 22. juli 1762 i Sondershausen.